# Kevin Nylen
Kevin Nylen (* 14. August 1981 in Ipswich, Massachusetts) ist ein ehemaliger US-amerikanischer Fußballspieler auf der Position eines Abwehrspielers, der heute als Fußballtrainer im College-Fußball in Erscheinung tritt.

## Spielerkarriere

### Karrierebeginn in der Heimat
Kevin Nylen wurde am 14. August 1981 in der Stadt Ipswich an der Küste des US-Bundesstaates Massachusetts geboren, wuchs hier auf und besuchte hier unter anderem von 1995 bis zu seinem Abschluss 1999 die Ipswich High School. An dieser gehörte er von 1995 bis 1998 auch der Herrenfußballmannschaft an, wobei er bis heute als einer der Spitzenspieler der Mannschaft gilt. Er galt in all seinen Jahren an der High School als Stammspieler, war zwei Jahre lang Mannschaftskapitän und wurde zwei Mal in Folge (1997 und 1998) in die Cape Ann League All-League-Auswahl gewählt. Speziell in seinem Senior-Jahr 1998 konnte er zahlreiche Erfolge einfahren und wurde auch mehrfach persönlich geehrt. So war er etwa der Cape Ann League Player of the Year, wurde ins Division 3 A-State Team gewählt und war ein Eastern Massachusetts All-Star. An der High School trat er zudem im Lacrosse- und im Basketballteam in Erscheinung. 1998/99 war der Point Guard etwa Kapitän der Basketballmannschaft. Im Jahr 1999 wurde Nylen, der auch in der Lacrossemannschaft als Abwehrspieler fungierte, in die All-League- und in die Eastern Massachusetts All-Star-Auswahl gewählt. Am 25. November 2011, also etwas mehr als acht Jahre, nachdem er die Schule abgeschlossen hatte, wurde er offiziell in die Ipswich High Athletic Hall of Fame gewählt.
Nach seinem High-School-Abschluss im Jahr 1999 wechselte er ans etwa eine Autostunde von seinem Heimatort entfernte Saint Anselm College, einer von den Benediktinern betriebenen geisteswissenschaftlichen Privatuniversität in Goffstown, New Hampshire. Unter Trainer Ed Cannon, der ab 1974 als Trainer und davon seit 1975 als Cheftrainer der Herrenfußballmannschaft der Saint Anselm Hawks, so der Name der Universitätssportabteilung, arbeitete, feierte Nylen in seiner vierjährigen Zeit in der Fußballmannschaft ebenfalls zahlreiche Erfolge. Bei den Saint Anselm Hawks trat er unter anderem an der Seite des späteren Profispielers Chris Bagley in Erscheinung. Bagley hatte nach seinem Studienabschluss einen ähnlichen Werdegang wie Nylen, spielte anfangs bei den Wilmington Hammerheads, kam später zu Charleston Battery, wo er unter anderem erneut an der Seite von Nylen spielte, und hatte danach noch weitere Profistationen. In der Northeast-10 Conference (NE-10) konnte er mit der Mannschaft diverse Erfolge feiern und nahm in allen vier Jahren an den Endspielen der Conference-Meisterschaft teil. In seinem Freshman-Jahr konnten die Hawks als amtierender Meister der NE-10 den Meistertitel verteidigen und besiegten im Endspiel der Northeast-10 Conference das Merrimack College mit 6:1.
In Nylens Sophomore-Jahr 2000 schafften es die St. Anselm Hawks erneut bis ins Finalspiel und unterlagen in diesem knapp den Southern New Hampshire Penmen von der Southern New Hampshire University mit 1:2. Nur ein Jahr später konnte sich das Team jedoch wieder die Championship sichern; ein 2:0-Erfolg über die Southern Connecticut Fighting Owls von der Southern Connecticut State im Finalspiel reichte zum Titelgewinn des NCAA-Division-II-Teams. Lediglich in seinem Senior-Jahr verpasste Nylen das Endspiel um die NE-10-Meisterschaft. Durch die Erfolge in der Meisterschaft konnte er sich mit seinem College auch für die NCAA Division II Men’s Soccer Championship 2000 und 2001 qualifizieren; dies war dem College mit ihrer Fußballmannschaft bis zu diesem Zeitpunkt noch nie zuvor gelungen. In beiden Jahren schied er mit dem Team noch frühzeitig in der ersten Runde aus (2000 nach einer 0:1-Niederlage gegen die Southern New Hampshire University und 2001 nach einer 0:1-Niederlage gegen die Southern Connecticut Fighting Owls).
Zu Nylens persönlichen Erfolgen und Auszeichnungen während seiner vierjährigen Laufbahn im College-Fußball zählen etwa die Wahlen zum NSCAA All-America Player of the Year (2002), zum Northeast 10 Defensive Player of the Year (2002) oder zum Male Athlete of the Year des Saint Anselm College (2003). Der mehrjährige Mannschaftskapitän wurde zudem zweimal (2001 und 2002) in NSCAA All-New England Team gewählt und war in den Jahren 1999 bis 2002 viermal in Folge in den Northeast 10 All-Conference-Auswahlen (darunter zweimal im First Team (2001 und 2002) und je einmal im Second Team (1999) und Third Team (2000)). Mit seinen sieben Treffern, die er in seinem Senior-Jahr erzielt hatte, war er zudem der erfolgreichste Torschütze seiner Mannschaft in diesem Spieljahr. Weiters war er zu Beginn seiner College-Laufbahn dreimal NE-10 Freshman of the Week, in seinem Abschlussjahr einmal NE-Player of the Week und wurde ebenfalls in seinem letzten Jahr ins NSCAA All-America First Team (2002) gewählt.

### Wechsel in den Profifußball
Nachdem er sein Studium am St. Anselm College im Frühjahr 2003 beendet hatte, begann der Defensivakteur noch im selben Jahr eine mehrjährige Profikarriere. Diese führte ihn anfangs zu den Wilmington Hammerheads mit Sitz in Wilmington im US-Bundesstaat North Carolina, die zum damaligen Zeitpunkt in der USL Pro Soccer League, die zu dieser Zeit die dritthöchste Profiliga des Landes bildete, vertreten waren. Mit den Wilmington Hammerheads startete er in die drittklassige USL Pro Select League, die in den vier Spielzeiten davor als USL D3 Pro League bekannt war und die im Laufe des Spieljahres 2003 in USL Pro Select League umbenannt wurde. Die Liga war in diesem Jahr in vier Staffeln mit jeweils drei bzw. vier Mannschaften ausgetragen worden, wobei Nylen mit den Hammerheads am Ende der regulären Saison den zweiten Platz in der Southern Region belegte. Aufgrund dieser Platzierung war es dem Franchise möglich, an den Play-offs teilzunehmen. In diesen bezwang er mit seinem Team den überlegenen Sieger der Southern Region, Carolina Dynamo, mit einem Gesamtergebnis von 3:1 aus Hin- und Rückspiel und zog in die nachfolgenden Semifinali ein. In diesen siegte das Franchise mit 2:1 über Utah Blitzz und gewann das nachfolgende Finalspiel um die Meisterschaft in der Verlängerung mit 2:1 über die Westchester Flames. Beim Lamar Hunt U.S. Open Cup 2003 traten die Wilmington Hammerheads als eines der bemerkenswertesten Franchises in Erscheinung, die nach Siegen über die Bradenton Academics aus der viertklassigen Premier Development League in Runde 2, die Atlanta Silverbacks aus der zweitklassigen A-League in Runde 3 und den Erstligisten Dallas Burn im Achtelfinale erst im Viertelfinale knapp mit 0:1 gegen den weiteren Erstligisten D.C. United ausschieden. Mit zwei Treffern (einen gegen die Silverbacks und einen gegen Dallas) hatte Nylen maßgeblichen Anteil am Erfolg seines Teams in diesem Turnier.
In der USL Pro Select League 2004, die in diesem Jahr in vier Staffeln mit jeweils drei Mannschaften ausgetragen wurde, belegte Nylen mit den Wilmington Hammerheads den zweiten Platz hinter den Charlotte Eagles und konnte sich dadurch abermals für die saisonabschließenden Play-offs qualifizieren. Nach einem 2:2-Remis im Hinspiel verloren die Hammerheads nur knapp 2:3 im Rückspiel gegen die Eagles im Southern Finals und verpassten somit ein Weiterkommen im Wettbewerb. Neben der Meisterschaft war Nylen mit der Mannschaft auch im Lamar Hunt U.S. Open Cup 2004 im Einsatz, in dem er mit dem Team in Runde 3 gegen Charleston Battery ausschied. Nach einer Umstrukturierung der United Soccer League, der Dachorganisation mehrerer nordamerikanischer Fußballligen, trat er mit seiner Mannschaft im nachfolgenden Spieljahr 2005 in der nunmehrigen USL Second Division an. Diese ersetzte die Pro Soccer League und wurde nunmehr in einer zusammengefassten Liga mit neun Teilnehmern ausgetragen. Mit den Hammerheads kam er im Endklassement der regulären Spielzeit auf einen vierten Platz, was einen Startplatz in den meisterschaftsabschließenden Play-offs bedeutete. In diesen schieden die Wilmington Hammerheads knapp mit einem Gesamtscore von 2:3 im Halbfinale gegen die Western Mass Pioneers aus. Abermals in der dritten Runde scheiterte er mit seiner Mannschaft im Lamar Hunt U.S. Open Cup 2005.

### Karriereausklang bei Charleston Battery
Noch vor Beginn des Spieljahres 2006 kam es zu einem Wechsel Nylens, der zum eine Klasse höher spielenden Franchise Charleston Battery in den Nachbarbundesstaat South Carolina transferierte. Hier fungierte er weiterhin als Stammkraft und brachte es im Endklassement mit der Mannschaft auf den dritten Platz der regulären Saison, schaffte in den Play-offs ein Weiterkommen gegen die Puerto Rico Islanders in der ersten Runde, verlor jedoch das nachfolgende Spiel gegen die Rochester Raging Rhinos und schied im Lamar Hunt U.S. Open Cup 2006 erst im Elfmeterschießen des Achtelfinales gegen den FC Dallas aus. In der USL First Division 2007 konnte das Franchise aus der Hafenstadt Charleston nicht überzeugen und beendete das Spieljahr lediglich auf Rang 10. Im Fußballpokal 2007 hingegen schaffte es das Team nach Siegen über Central Florida Kraze in der ersten Runde, die El Paso Patriots in der zweiten Runde und das MLS-Franchise Houston Dynamo im Achtelfinale bis ins Viertelfinale und unterlag in diesem erst in der Verlängerung dem FC Dallas aus der Major League Soccer.
Wesentlich erfolgreicher verlief das nachfolgende Spieljahr 2008, in dem er es mit dem Franchise am Ende der regulären Saison auf den fünften Tabellenplatz und damit in die saisonabschließenden Play-offs brachte. In diesen scheiterte das Team jedoch noch in der ersten Runde gegen die Rochester Rhinos. Besser erging es der Mannschaft jedoch beim Lamar Hunt U.S. Open Cup 2008. Nach Siegen über den ASC New Stars in Runde 1, die Charlotte Eagles in Runde 2, das MLS-Franchise Houston Dynamo im Achtelfinale, den weiteren MLS-Teilnehmer FC Dallas im Viertelfinale und den Ligakonkurrenten Seattle Sounders im Halbfinale schaffte Nylen mit Charleston Battery den Einzug ins Finalspiel gegen das Hauptstadt-Franchise D.C. United. Nylen selbst kam bis zum Finalspiel zum Einsatz; bei der dortigen 1:2-Niederlage seines Teams erhielt er in Minute 33 aufgrund von Kritik eine Gelbe Karte und spielte über die volle Spieldauer durch. Am Ende des Jahres verkündete Nylen sein Karriereende als Aktiver und seinen Wechsel ins Traineramt, das er vorerst im August 2009 als Assistenztrainer am Amherst College übernahm.

## Trainerkarriere

### Assistenztrainer am Amherst College und am Boston College
Nachdem das Team 2008 in der NCAA Division III Men’s Soccer Championship noch das Spiel um Platz 3 absolviert hatte, schaffte es die Mannschaft 2009 nur in die zweite Runde und schied dann aus dem Turnier aus. Nach nur einer Saison an der Seite von Trainer Justin Serpone wechselte er noch vor Beginn des Spieljahres 2010 als Co-Trainer zur Herrenfußballmannschaft des Boston Colleges. Bei den Boston College Eagles arbeitete er an der Seite des ehemaligen US-amerikanischen A-Nationalspielers Ed Kelly, der seit 1988 als Cheftrainer der Herrenmannschaft der Eagles im Amt war. Mit den Eagles schaffte er es im Jahr 2010 ins Semifinale des ACC Men’s Soccer Tournaments 2010 und war danach eines von 26 Teams, das über at-large bids den Weg ins NCAA Division I Men’s Soccer Tournament 2010 fand. In diesem Wettbewerb schied die Mannschaft jedoch bereits frühzeitig im Erstrundenspiel mit 1:2 gegen die Brown aus. Während seines ersten Jahres am Boston College schafften es drei Spieler zu All-ACC-Ehrungen, darunter der All-ACC First Team-Spieler Charlie Rugg, der der fünfte Spieler in der Geschichte des Fußballprogramms der Boston College Eagles war, dem diese Ehre zuteilwurde. Im darauffolgenden Jahr schaffte es Nylen mit dem NCAA-Division-I-Team bis ins Finale des ACC Men’s Soccer Tournaments 2011 und unterlag in diesem der University of North Carolina at Chapel Hill mit 1:3. Als eines der gesetzten Teams stieg das Boston College erst in der zweiten Runde in das NCAA Division I Men’s Soccer Tournament 2011 ein, scheiterte in dieser aber auch gegen die Konkurrenz; in diesem Fall im Elfmeterschießen gegen die Rutgers. Vier seiner Schützlinge kamen zu All-ACC-Ehrungen; während es Charlie Rugg abermals ins All-ACC First Team schaffte, gelang dies in diesem Jahr auch seinem Teamkollegen Kyle Bekker.

### Wechsel an die FIU
Noch vor Beginn des Spieljahres 2012 wechselte Nylen als Assistent zur Herrenfußballmannschaft der FIU Panthers, der Sportabteilung der Florida International University, und war dort anfangs unter Ken Arena, dem Sohn des bekannten Fußballtrainers Bruce Arena, beschäftigt. Obwohl das Team in diesem Jahr die meisten Siege seit dem Spieljahr 2005 einfahren konnte, blieben weitere Erfolge der Mannschaft aus. So scheiterte es bereits an der Teilnahme am Conference USA Men’s Soccer Tournament 2012 und somit auch am nachfolgenden NCAA Division I Men’s Soccer Tournament 2012. Auch 2013 verpasste die von ihm mittrainierte Mannschaft die Teilnahme am Conference USA Men’s Soccer Tournament 2013 und am NCAA Division I Men’s Soccer Tournament 2013, hatten mit den beiden Deutschen Quentin Albrecht und Marvin Hezel, sowie dem Dominikaner Gonzalo Frechilla gleich drei Spieler im Kader, die es am Ende des Jahres in namhafte Auswahlen schafften.
Nachdem Arena die Universität am Ende des Spieljahres verlassen hatte, um an der Seite seines Vaters das MLS-Franchise LA Galaxy zu trainieren, blieb Nylen auch unter dessen Nachfolger, dem einstigen Profispieler Scott Calabrese, weiterhin als Assistenztrainer engagiert. Während es das Team abermals nicht ins Conference USA Men’s Soccer Tournament 2014 und dementsprechend ins NCAA Division I Men’s Soccer Tournament 2014 schaffte, kamen zumindest einige von Nylen trainierte Spieler zu Ehrungen am Ende des Spieljahres. Acht Jahre nach der letztmaligen Teilnahme am Entscheidungsturnier in der Conference USA, kurz C-USA, schaffte es das Team aus Florida 2015 wieder ins Turnier und konnte dieses nach Siegen über die Old Dominion University im Viertelfinale, die University of Kentucky im Halbfinale und die Marshall University im Finale auch gewinnen. Dadurch hatte sich die Mannschaft auch für das nachfolgende NCAA Division I Men’s Soccer Tournament 2015 qualifiziert, wo das Team bereits in der ersten Runde in der Verlängerung gegen die University of Tulsa das vorzeitige Ende ereilte. Zahlreiche der eingesetzten Spieler erhielten in diesem Jahr wieder namhafte Ehrungen.
Nachdem es die Freshman-Klasse des Jahres 2013 bereits unter die besten 25 Freshman-Klassen des Landes geschafft, konnte dies in den nachfolgenden Jahren noch gesteigert werden. Im Jahr 2015 schaffte es Nylen, der vorrangig als recruiting coordinator der Fußballmannschaft arbeitete, die Schule zum ersten Mal seit elf Jahren wieder unter die Top 20 recruiting classes des Landes zu führen; die NSCAA führte die FIU dabei auf dem 14. Platz. Für seine Leistungen wurden Nylen daraufhin am Ende des Spieljahres 2015 als NSCAA Southeast Region’s Glenn „Mooch“ Myernick Assistant Coach of the Year ausgezeichnet.

### Chefscout bei Orlando City und Rückkehr an die FIU
Im Jahr 2016 wechselte Nylen, der neben einer USSF-A-Trainerlizenz auch im Besitz eines NSCAA-Advanced-National-Diploma ist, als Chefscout zum Major-League-Soccer-Franchis Orlando City, bei dem er als Trainer auch die U-16-Mannschaft an der U.S. Soccer Development Academy übernahm. Bereits Ende des Spieljahres 2016 beendete er wieder seine Arbeit als Chefscout und Trainer an der MLS-Akademie und kehrte an die FIU zurück. Dort hatte Scott Calabrese das Traineramt geräumt und war an die University of Central Florida gewechselt. Nylen übernahm daraufhin seine erste Station als Cheftrainer, nachdem er davor zumeist als Assistenztrainer zum Einsatz gekommen war. Als Cheftrainer der Panthers gründete er noch im Jahr 2017 die Kevin Nylen Soccer Academy at FIU, an der er auch jüngeren Spielern aus South Florida die Möglichkeit eines professionellen Trainings bot.
Nachdem die FIU die reguläre Saison der Conference USA überlegen gewonnen hatte (sechs Siege und zwei Remis), startete das Team im nachfolgenden Conference USA Men’s Soccer Tournament 2017 im Semifinale und schied in diesem auch gegen die Charlotte 49ers von der University of North Carolina at Charlotte aus dem Wettbewerb aus. Über at-large bids schaffte es Nylen mit seiner Mannschaft ins NCAA Division I Men’s Soccer Tournament 2017 und schied in diesem nach einem Erstrundensieg über die University of Nebraska Omaha in der zweiten Runde gegen die Duke University aus. Nachdem er mit der Mannschaft in der regulären Saison (elf Siege und vier Unentschieden) ungeschlagen geblieben war, wurde er am Ende des Spieljahres als Conference USA Coach of the Year ausgezeichnet. Vier seiner Spieler erhielten NSCAA All-Southeast Region-Ehrungen. Der Stürmer Santiago Patiño wurde zum Player of the Year und zum Offensive Player of the Year gewählt, erhielt den Conference USA Golden Boot, war First Team All-American und ein Semifinalist um den Erhalt der prestigeträchtigen Hermann Trophy. Mit Paul Marie, der es ins Third Team All-American gebracht hatte, hatte das Herrenfußballteam der FIU einen späteren Erstrundenpick im MLS SuperDraft 2018 in ihren Reihen.
Weniger erfolgreich verlief daraufhin das Spieljahr 2018, in dem es die FIU Panthers zwar ins Conference USA Men’s Soccer Tournament 2018 schafften, in diesem jedoch bereits frühzeitig im Viertelfinale gegen die Marshall University ausschied. Deshalb verpasste das Team auch eine Teilnahme am NCAA Division I Men’s Soccer Tournament 2018. Einige der in diesem Jahr unter Nylen spielenden Akteure schafften in weiterer Folge den Sprung in den Profifußball.
Im Jahr 2019 waren die Panthers lange die führende Mannschaft in der regulären Spielzeit in der Conference USA, mussten sich dann jedoch weitestgehend gegen die Konkurrenz geschlagen geben. Dennoch schaffte das Team die Teilnahme am Conference USA Men’s Soccer Tournament 2019, in dem im Halbfinale abermals gegen die Charlotte 49ers Schluss war. Dadurch verpasste die Mannschaft ein weiteres Mal das NCAA Division I Men’s Soccer Tournament 2019. Am Ende des Jahres erhielt eine Vielzahl von Spielern individuelle Auszeichnungen. So wurde unter anderem Nick O’Callaghan zum C-USA Co-Defensive Players of the Year gewählt, Andrew Booth wurde C-USA Midfielder of the Year und Alessandro Campoy gewann den C-USA Golden Boot Award. Daneben gab es gleich neun Wahlen in C-USA All-Conference Teams; darunter Nick O’Callaghan, Andrew Booth und Alessando Campoy im First Team, Alban Rousselet im Second Team, Daniel Gagliardi, David Garcia und Xavi Olmos Ferris im Third Team, sowie AJ Cousins und David Garcia im Rookie Team. Nick O’Callaghan und Andrew Booth wurden zudem ins United Soccer All-Southeast First-Team und Alessandro Campoy ins United Soccer All-Southeast Third-Team gewählt. Für Nylen sollte dies die vorerst letzte Spielzeit an der Florida International University sein.

### Als Cheftrainer an die Boston University
Am 16. Januar 2020 unterschrieb er einen Vertrag als Cheftrainer der Herrenfußballmannschaft der Boston University Terriers von der Boston University in der NCAA Division I. Er trat dabei die Nachfolge von Neil Roberts an; dieser hatte das Traineramt bei den Terriers von 1985 bis 2019 inne. Aufgrund der COVID-19-Pandemie konnte er mit der Mannschaft nur kurz ins Spieljahr starten, ehe der Spielbetrieb unterbrochen wurde und die Liga erst im Frühjahr 2021 zu Ende ausgetragen wird.

## Erfolge (Auswahl)

### Als Spieler
mit den Wilmington Hammerheads
- Meister der USL Pro Soccer League: 2003

mit Charleston Battery
- Finalist des Lamar Hunt U.S. Open Cups: 2008

### Als Trainer
mit der Florida International University
- Meister des Conference USA Men’s Soccer Tournament: 2015

### Individuelle Erfolge
- Wahl zum NSCAA Southeast Region’s Glenn „Mooch“ Myernick Assistant Coach of the Year: 2015
- Wahl zum Conference USA Coach of the Year: 2017

## Privates
Er ist verheiratet mit Michelle „Micki“ (geborene McManus), mit der er die Töchter Pearl und Tatum sowie den Sohn Teddy hat.